# القای اجباری

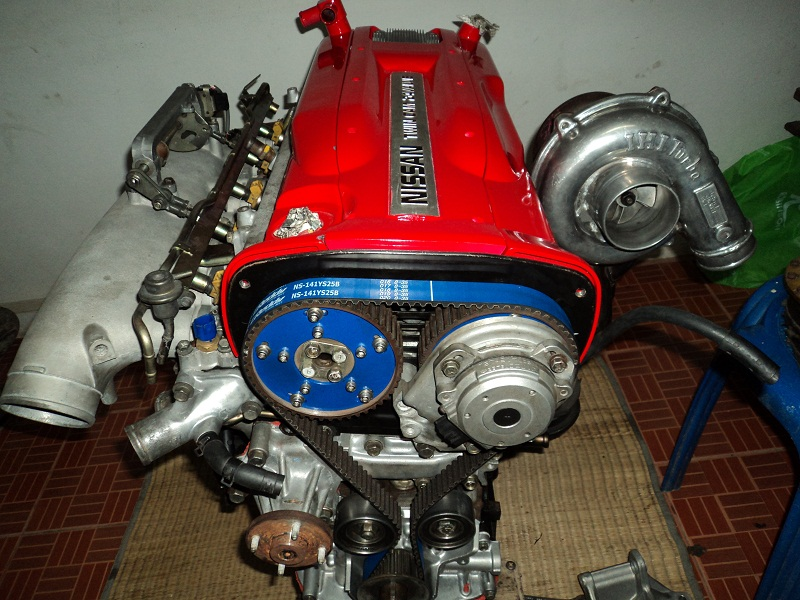
توربو شارژ نیسان آربی.

القای اجباری(به انگلیسی: Forced induction) فرآیندی است که گاز فشرده را برای موتور احتراق داخلی تأمین می‌کند.
موتورهای القای اجباری با استفاده از نوعی فشرده ساز هوا برای افزایش بهینه فشار و دما و چگالی هوا مورد استفاده قرار می‌گیرند.
مانند توربوشارژرها و سوپرشارژرها
به موتورهایی که از فرایندهای القای اجباری برای تأمین هوای مورد نیاز احتراق موتور استفاده نمی‌کنند،موتور تنفس طبیعی گویند.